# Прва лига Србије у америчком фудбалу 2019.
Прва лига Србије у америчком фудбалу 2019. је ептнаеста сезона највишег ранга такмичења америчког фудбала у Србији. У лиги је наступило укупно шест клубова, а титулу су бранили Вајлд борси из Крагујевца.
Сезона је почела утакмицама првог кола 30. и 31. марта. Сезона је завршена 8. јула финалном утакмицом између Вајдл борса из Крагујевца и Вукова из Београда. Титулу су овојили Вајлд борси, девету у својој историји.

## Систем такмичења
Систем такмичења је промењен у односу на прошлу сезону. Лига је подељена на две дивизије од по три тима. У оквиру сваке дивизије играће се двокружно, али ће се против тимова из друге дивизије одиграти по једна утакмица, тако да ће свака екипа у регуларном делу такмичења одиграти седам утакмица. Након тога уследиће плеј-оф са четири екипе – првопласирана и другопласирана екипа из сваке дивизије.
Трећепласирани тимови играју меч за 5. и 6. место. Поражени из тог меча играће бараж меч за опстанак у највишем рангу против првопласиране екипе Друге лиге Србије.

## Клубови
За разлику од прошле године, лига се смањила на шест клубова. Екипе Голден берси Бор и Мамутси Кикинда иступили су из највишег ранга, иако су прошле сезоне обезбедили опстанак. Кикинђани ће се такмичити у Другој лиги Србије, док се Борани неће такимичити у сениорској конкуренцији. Сирмијум лиџонарси Сремска Митровица је као последњепласирана екипа испала у нижи ранг, али ни она ове године неће бити део друголигашког друштва. Нови члан прволигашког друштва је екипа Вајлд догси Нови Сад која је прошле сезоне освојила Другу лигу Србију.
| Клуб          | Место      | Сезона 2018        |
| ------------- | ---------- | ------------------ |
| Блек хорнетси | Јагодина   | Четвртфинале       |
| Блу драгонси  | Београд    | Полуфинале         |
| Вајлд борси   | Крагујевац | Првак              |
| Вајлд догси   | Нови Сад   | 1. место у 2. лиги |
| Вукови        | Београд    | Финале             |
| Индијанси     | Инђија     | Полуфинале         |

## Резултати
1. коло
| Датум         | Клуб                   | Клуб                   | Резултат | Стадион                         |
| ------------- | ---------------------- | ---------------------- | -------- | ------------------------------- |
| 30. март 2019 | Вајлд борси Крагујевац | Блек хорнетси Јагодина | 49:22    | Стадион Бадњевац, Бадњевац      |
| 30. март 2019 | Блу драгонси Београд   | Вајлд догси Нови Сад   | 15:29    | Стадион „ФК Херој", Београд     |
| 31. март 2019 | Вукови Београд         | Индијанси Инђија       | 41:0     | Стадион Царева ћуприја, Београд |

2. коло
| Датум         | Клуб                   | Клуб                   | Резултат    | Стадион                     |
| ------------- | ---------------------- | ---------------------- | ----------- | --------------------------- |
| 7. април 2019 | Вајлд догси Нови Сад   | Вукови Београд         | 2:44        | Стадион ФК Софекс, Футог    |
| 7. април 2019 | Блу драгонси Београд   | Вајлд борси Крагујевац | 18:63       | Стадион „ФК Херој", Београд |
| /             | Блек хорнетси Јагодина | Индијанси Инђија       | 35:0 (с.р.) | /                           |

3. коло
| Датум          | Клуб                   | Клуб                 | Резултат | Стадион                                   |
| -------------- | ---------------------- | -------------------- | -------- | ----------------------------------------- |
| 21. април 2019 | Вајлд борси Крагујевац | Вукови Београд       | 48:20    | Пом. терен Стадиона Чика Дача, Крагујевац |
| 21. април 2019 | Блек хорнетси Јагодина | Вајлд догси Нови Сад | 6:27     | Стадион ФК Морава, Рибаре                 |
| 21. април 2019 | Индијанси Инђија       | Блу драгонси Београд | 6:19     | Терен код ОШ „Јован Поповић”, Инђија      |

4. коло
| Датум       | Клуб                   | Клуб                 | Резултат    | Стадион                         |
| ----------- | ---------------------- | -------------------- | ----------- | ------------------------------- |
| 4. мај 2019 | Блек хорнетси Јагодина | Блу драгонси Београд | 54:60 (пр.) | Стадион ФК Морава, Рибаре       |
| 5. мај 2019 | Вукови Београд         | Вајлд догси Нови Сад | 49:13       | Стадион Царева ћуприја, Београд |
| /           | Вајлд борси Крагујевац | Индијанси Инђија     | 35:0 (с.р.) | /                               |

5. коло
| Датум        | Клуб                   | Клуб                   | Резултат | Стадион                            |
| ------------ | ---------------------- | ---------------------- | -------- | ---------------------------------- |
| 18. мај 2019 | Вукови Београд         | Блу драгонси Београд   | 49:26    | Стадион Царева ћуприја, Београд    |
| 19. мај 2019 | Блек хорнетси Јагодина | Вајлд борси Крагујевац | 18:48    | Стадион ФК Морава, Рибаре          |
| 19. мај 2019 | Вајлд догси Нови Сад   | Индијанси Инђија       | 15:0     | Спортски центар Сајмиште, Нови Сад |

6. коло
| Датум       | Клуб                 | Клуб                   | Резултат    | Стадион                            |
| ----------- | -------------------- | ---------------------- | ----------- | ---------------------------------- |
| 2. јун 2019 | Блу драгонси Београд | Блек хорнетси Јагодина | 34:21       | Стадион Царева ћуприја, Београд    |
| 2. јун 2019 | Вајлд догси Нови Сад | Вајлд борси Крагујевац | 0:41        | Спортски центар Сајмиште, Нови Сад |
| /           | Индијанси Инђија     | Вукови Београд         | 0:35 (с.р.) | /                                  |

5. коло
| Датум        | Клуб                   | Клуб                   | Резултат    | Стадион                                   |
| ------------ | ---------------------- | ---------------------- | ----------- | ----------------------------------------- |
| 16. јун 2019 | Вајлд борси Крагујевац | Блу драгонси Београд   | 69:0        | Пом. терен Стадиона Чика Дача, Крагујевац |
| 16. јун 2019 | Вукови Београд         | Блек хорнетси Јагодина | 57:6        | Стадион Царева ћуприја, Београд           |
| /            | Индијанси Инђија       | Вајлд догси Нови Сад   | 0:35 (с.р.) | /                                         |

## Табела
|  | Пласирали се у полуфинале |
|  | Играју бараж за опстанак  |

Дивизија А
| #  | Клуб                   | ИГ | П | ИЗ | ПД  | ПП  | ПР   |
| -- | ---------------------- | -- | - | -- | --- | --- | ---- |
| 1. | Вајлд борси Крагујевац | 7  | 7 | 0  | 353 | 78  | +275 |
| 2. | Блу драгонси Београд   | 7  | 3 | 4  | 172 | 291 | -119 |
| 3. | Блек хорнетси Јагодина | 7  | 1 | 6  | 162 | 275 | -113 |

Дивизија Б
| #  | Клуб                 | ИГ | П | ИЗ | ПД  | ПП  | ПР   |
| -- | -------------------- | -- | - | -- | --- | --- | ---- |
| 1. | Вукови Београд       | 7  | 6 | 1  | 295 | 95  | +200 |
| 2. | Вајлд догси Нови Сад | 7  | 4 | 3  | 121 | 155 | -34  |
| 3. | Индијанси Инђија     | 7  | 0 | 7  | 6   | 215 | -209 |

## Утакмица за 5. место
Пре почетка сезоне планирано је било да се одигра утакмица за пето место, а да поражени из тог меча игра бараж за опстанак са првопласираним из Друге лиге. Међутим, утакмица није одиграна јер се екипа Инђије Индијанса повукла из такмичења.

## Плеј-оф

### Полуфинале
| Датум        | Клуб                   | Клуб                 | Резултат | Стадион                         |
| ------------ | ---------------------- | -------------------- | -------- | ------------------------------- |
| 23. јун 2019 | Вајлд борси Крагујевац | Вајлд догси Нови Сад | 35:12    | Стадиона Чика Дача, Крагујевац  |
| 23. јун 2019 | Вукови Београд         | Блу драгонси Београд | 44:21    | Стадион Царева ћуприја, Београд |

### Финале
| Датум       | Клуб                   | Клуб           | Резултат | Стадион                        |
| ----------- | ---------------------- | -------------- | -------- | ------------------------------ |
| 7. јул 2019 | Вајлд борси Крагујевац | Вукови Београд | 60:55    | Стадиона Чика Дача, Крагујевац |

| Првак Прве лиге Србије 2019.     |
| -------------------------------- |
| Вајлд борси Крагујевац 9. титула |